# 三林站
三林站位于中华人民共和国上海市浦東新区上南路与三林路交叉口，是上海地铁11号线的地铁车站。车站主体位于三林路地下，横跨路口，呈近东西方向。车站采用双岛式月台，于2013年8月31日启用。本站目前是11号线高峰期小交路的终到站，虽然自2021年8月31日起小交路终点站调整到罗山路站，但因市区客流上升本站于2023年6月再次成为小交路终点站。

## 车站構造

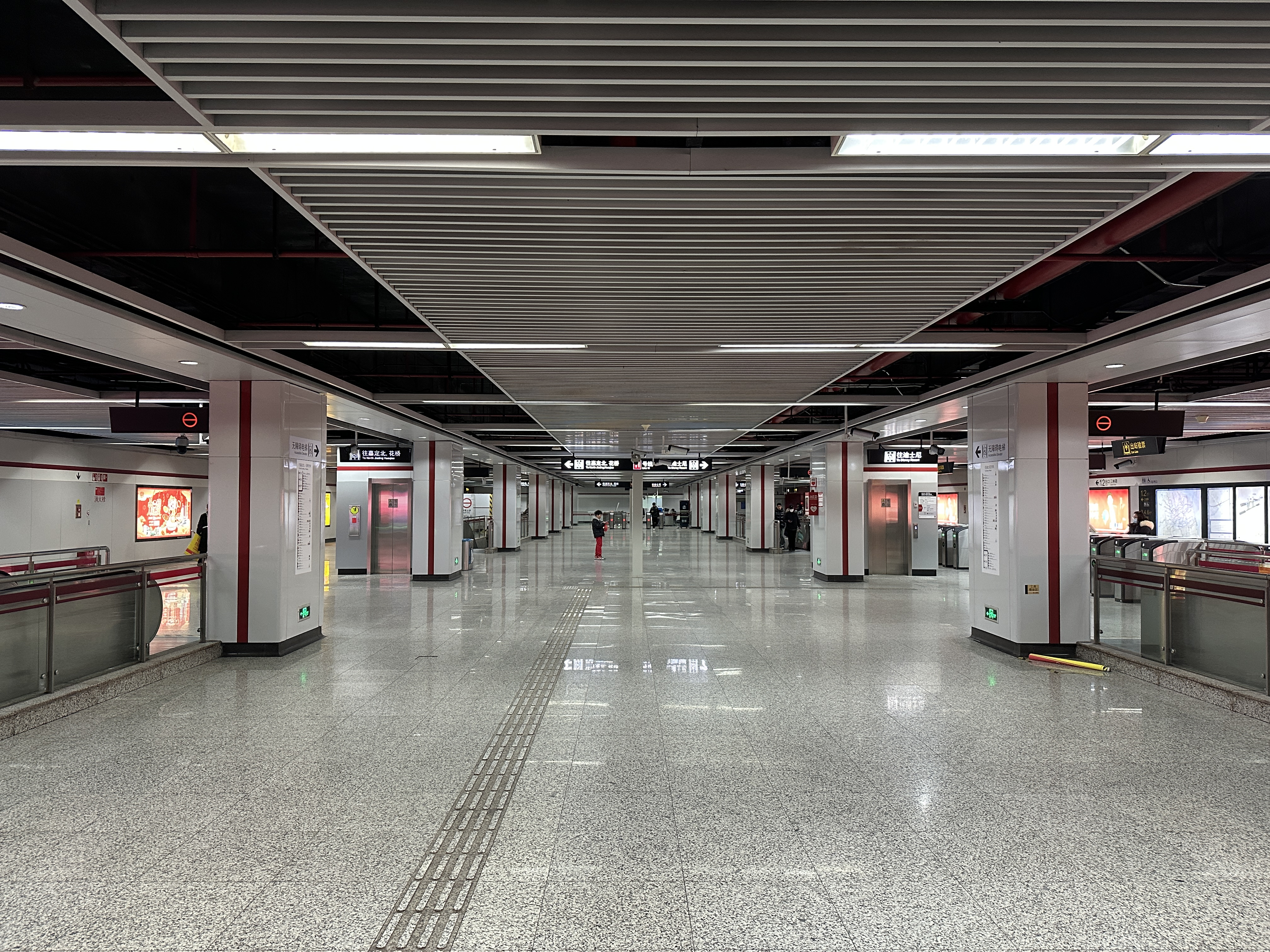
站厅

本站有3条轨道，2个岛式站台，其中中间的轨道供开往三林站的小交路使用，于2023年6月起重新办理上下客。
| 地面层   | 出入口   | 1-4、6出入口                            |  |  |
| 地下一层 | 站厅     | 票务服务、自动售票机、人工服务台        |  |  |
| 地下二层 |          | █ 11号线 往嘉定北或花桥（东方体育中心） |  |  |
|          | 岛式站台 |                                         |  |  |
|          |          | █ 11号线 小交路终点站                   |  |  |
|          | 岛式站台 |                                         |  |  |
|          |          | █ 11号线 往迪士尼（三林东）             |  |  |

## 公交换乘
84、174、177、338、576、583、627、632、755、784、973、976、978、986、986（区间）、1018、1050、三林1路、万周专线、177、周南线、南华专线、沪塘专线

## 车站出口
三林站目前开放5个出入口，各出入口如下所示：
| 出口编号            | 出口指示       | 照片 |
| ------------------- | -------------- | ---- |
| 1 · 出口            | 三林路         |      |
| 2 · 出口            | 三林路         |      |
| 3 · 出口            | 三林路，上南路 |      |
| 4 · 出口            | 三林路，上南路 |      |
| 6 · 出口 · （设有） | 上南路         |      |
| 图例： 设有         |                |      |